# Ademir Santos
Ademir Santos (三渡洲 アデミール Santosu Ademīru?,  nacido el 28 de marzo de 1968 en Estado de Bahía) es un exfutbolista japonés. Jugaba de centrocampista y su último club fue el Shimizu S-Pulse de Japón.

## Trayectoria

### Clubes
| Club            | País  | Año         |
| --------------- | ----- | ----------- |
| Yamaha Motors   | Japón | 1987 - 1991 |
| Shimizu S-Pulse | Japón | 1992 - 1996 |

## Palmarés

### Títulos nacionales
| Título              | Club            | País  | Año       |
| ------------------- | --------------- | ----- | --------- |
| Japan Soccer League | Yamaha Motors   | Japón | 1987-1988 |
| Copa J. League      | Shimizu S-Pulse | Japón | 1996      |